# Белоголовая зонотрихия
Белоголовая зонотрихия (лат. Zonotrichia leucophrys) — вид певчих воробьиных птиц из семейства Passerellidae.

## Описание

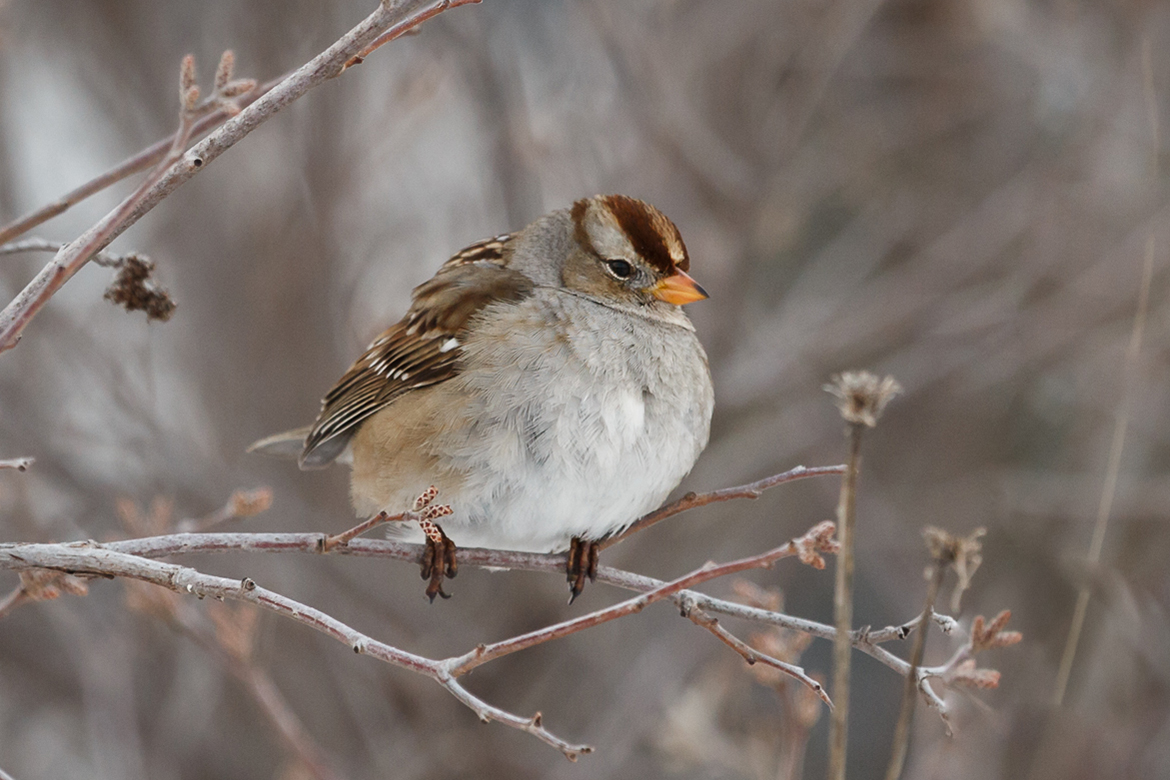
Белоголовая зонотрихия: молодая особь в зимнем оперении

Белоголовая зонотрихия длиной примерно 18 см и отличается чёрными и белыми полосами на верхушке головы. Остальная часть головы, а также грудь серые, оперение верхней части тела с пестринами коричневого цвета. У птиц длинный коричневый хвост. Клюв либо розовый, либо жёлтый. Этих птиц можно легко перепутать с белошейной зонотрихией, однако, у них отсутствуют желтоватая бровь и белое пятно на шее.

## Питание
Белоголовая зонотрихия ищет насекомых и семена на земле в лесу, иногда охотясь на насекомых в полёте. Зимой птицы ищут в пропитание сообща небольшими стаями.

## Размножение
Белоголовая зонотрихия гнездится в кустарнике, живых изгородях и лесных чащах. В гнездо, расположенное у земли или на земле под кустами, птицы кладут 3—5 серо- или зеленовато-голубых с крапинами коричневого цвета яиц.

## Распространение
Вид распространён на севере Канады и западе США.

## Подвиды
Выделяют 5 подвидов:
- Z. l. gambelii (Nuttall, 1840)
- Z. l. leucophrys (J. R. Forster, 1772)
- Z. l. nuttalli Ridgway, 1899
- Z. l. oriantha Oberholser, 1932
- Z. l. pugetensis Grinnell, 1928